# Halibut Bay (zatoka na wschód od Cape LaHave Island)
Halibut Bay – zatoka (ang. bay) w kanadyjskiej prowincji Nowa Szkocja, w hrabstwie Lunenburg, na wschód od wyspy Cape LaHave Island; nazwa urzędowo zatwierdzona 2 lipca 1953.